# Wernstedt
Wernstedt är en adelsätt ursprungligen från Tyskland, varav en gren inkommit till Sverige och erhållit adlig värdighet.  Den var friherrlig i Tyskland innan den utdog där. Flertalet ättemedlemmar skriver sig Wernstedt.
Ätten är dokumentariskt belagd i Brandenburg 1295 med en Godefridus de Warnstede och inkom till Sverige 1583 med sedermera ståthållaren Christoffer von Warnstedt, gift med Lucretia Magnusdotter (Gyllenhielm), en frillodotter till hertig Magnus Vasa. Sonen Melcher Wernstedt, senare landshövding och ståthållare, introducerades 1625 (10/3–4/4) under nr 45 (senare ändrat till 78). Ätten uppflyttades den 3 november 1778 i dåvarande riddarklassen.

## Släktträd
|  |  |  |  |                     |                     | Gustav Vasa                         | Gustav Vasa                         | Gustav Vasa                         | Gustav Vasa                         | Gustav Vasa                         | Gustav Vasa                         |                                                          |             |             |             |             |             | Margareta Eriksdotter (Leijonhufvud) | Margareta Eriksdotter (Leijonhufvud) | Margareta Eriksdotter (Leijonhufvud) | Margareta Eriksdotter (Leijonhufvud) | Margareta Eriksdotter (Leijonhufvud) | Margareta Eriksdotter (Leijonhufvud) |  |  |
|  |  |  |  |                     |                     | Gustav Vasa                         | Gustav Vasa                         | Gustav Vasa                         | Gustav Vasa                         | Gustav Vasa                         | Gustav Vasa                         |                                                          |             |             |             |             |             | Margareta Eriksdotter (Leijonhufvud) | Margareta Eriksdotter (Leijonhufvud) | Margareta Eriksdotter (Leijonhufvud) | Margareta Eriksdotter (Leijonhufvud) | Margareta Eriksdotter (Leijonhufvud) | Margareta Eriksdotter (Leijonhufvud) |  |  |
|  |  |  |  |                     |                     |                                     |                                     |                                     |                                     |                                     |                                     |                                                          |             |             |             |             |             |                                      |                                      |                                      |                                      |                                      |                                      |  |  |
|  |  |  |  | Valborg Eriksdotter | Valborg Eriksdotter | Valborg Eriksdotter                 | Valborg Eriksdotter                 | Valborg Eriksdotter                 | Valborg Eriksdotter                 |                                     |                                     | Magnus Vasa                                              | Magnus Vasa | Magnus Vasa | Magnus Vasa | Magnus Vasa | Magnus Vasa |                                      |                                      |                                      |                                      |                                      |                                      |  |  |
|  |  |  |  | Valborg Eriksdotter | Valborg Eriksdotter | Valborg Eriksdotter                 | Valborg Eriksdotter                 | Valborg Eriksdotter                 | Valborg Eriksdotter                 |                                     |                                     | Magnus Vasa                                              | Magnus Vasa | Magnus Vasa | Magnus Vasa | Magnus Vasa | Magnus Vasa |                                      |                                      |                                      |                                      |                                      |                                      |  |  |
|  |  |  |  |                     |                     |                                     |                                     |                                     |                                     |                                     |                                     |                                                          |             |             |             |             |             |                                      |                                      |                                      |                                      |                                      |                                      |  |  |
|  |  |  |  |                     |                     | Lucretia Magnusdotter (Gyllenhielm) | Lucretia Magnusdotter (Gyllenhielm) | Lucretia Magnusdotter (Gyllenhielm) | Lucretia Magnusdotter (Gyllenhielm) | Lucretia Magnusdotter (Gyllenhielm) | Lucretia Magnusdotter (Gyllenhielm) |                                                          |             |             |             |             |             | Christoffer von Wernstedt            | Christoffer von Wernstedt            | Christoffer von Wernstedt            | Christoffer von Wernstedt            | Christoffer von Wernstedt            | Christoffer von Wernstedt            |  |  |
|  |  |  |  |                     |                     | Lucretia Magnusdotter (Gyllenhielm) | Lucretia Magnusdotter (Gyllenhielm) | Lucretia Magnusdotter (Gyllenhielm) | Lucretia Magnusdotter (Gyllenhielm) | Lucretia Magnusdotter (Gyllenhielm) | Lucretia Magnusdotter (Gyllenhielm) |                                                          |             |             |             |             |             | Christoffer von Wernstedt            | Christoffer von Wernstedt            | Christoffer von Wernstedt            | Christoffer von Wernstedt            | Christoffer von Wernstedt            | Christoffer von Wernstedt            |  |  |
|  |  |  |  |                     |                     |                                     |                                     |                                     |                                     |                                     |                                     |                                                          |             |             |             |             |             |                                      |                                      |                                      |                                      |                                      |                                      |  |  |
|  |  |  |  |                     |                     |                                     |                                     |                                     |                                     |                                     |                                     | Melcher Wernstedt Stamfar för adelsätten Wernstedt nr 78 |             |             |             |             |             |                                      |                                      |                                      |                                      |                                      |                                      |  |  |

## Medlemmar
- Elof von Wernstedt (1826–1913), kammarherre
- Folke Wernstedt (1886–1967), major
- Gustaf Wernstedt (1919–2009), advokat
- Gustaf Lago Wernstedt (1874–1956), major
- Hjalmar Wernstedt (1876–1953), godsägare
- Kanaris von Wernstedt (1837–1924), överstelöjtnant
- Lage Wernstedt (1833–1917), borgmästare
- Lage Wernstedt (1916–2005), överste av 1. graden
- Ludvig Wernstedt  (1882–1961), överste
- Magnus Wernstedt (1945–2018), ambassadör
- Melchior Wernstedt (1886–1973), arkitekt
- Stig Wernstedt (1911–2000), kansliråd
- Wilhelm Wernstedt (1872–1962), barnläkare